# Gare de Bar-sur-Aube
Gare de Bar-sur-Aube – stacja kolejowa w Bar-sur-Aube, w departamencie Aube, w regionie Grand Est, we Francji. Jest zarządzana przez SNCF (budynek dworca) i przez RFF (infrastruktura).
Stacja jest obsługiwana przez pociągi Intercités i TER Champagne-Ardenne.

## Położenie
Stacja znajduje się na wysokości 165 m n.p.m., na linii Paryż – Miluza w km 220,605, pomiędzy stacjami Vendeuvre i Chaumont.

## Linie kolejowe
- Paryż – Miluza